# Skidoo (film)
Pour les articles homonymes, voir Skidoo.
Pour plus de détails, voir Fiche technique et Distribution.
Skidoo est un film américain réalisé par Otto Preminger, sorti en 1968.

## Synopsis
Le grand patron d'un réseau mafieux surnommé « Dieu » (Groucho Marx) contraint l'ancien gangster, Tony Banks (Jackie Gleason) à sortir de sa retraite, pour aller à Alcatraz assassiner « Blue Chips » Packard (Mickey Rooney), un mouchard menaçant, détenu en préventive. Banks atterrit en cellule avec un hippie antimilitariste ; par mégarde, il avale le LSD du hippie, et se retrouve en plein « trip ». Se sentant en harmonie avec l'univers, Banks introduit ce qui reste du LSD dans la nourriture de la prison puis s'évade en ballon dirigeable avec Packard. Le ballon échoue sur le yacht de « Dieu », où Banks retrouve sa fille Darlene, avant que débarque une troupe de hippie amis de Darlene. « Dieu » se met lui aussi au LSD et s'éloigne au gré des flots, sur un petit voilier.

## Fiche technique
- Titre original : Skidoo
- Réalisation : Otto Preminger
- Scénario : Doran William Cannon (en)
- Photographie : Leon Shamroy
- Direction artistique : Robert Emmet Smith (en)
- Costumes : Rudi Gernreich
- Musique : Harry Nilsson
- Montage : George R. Rohrs
- Production : Otto Preminger
- Société de production : Otto Preminger Films
- Pays d'origine :  États-Unis
- Format : Couleurs - 35 mm - 2,35:1 - Mono
- Genre : comédie burlesque
- Durée : 97 minutes
- Dates de sortie : 19 décembre 1968, États-Unis ; 9 février 1972, France

## Distribution
- Groucho Marx (VF : Léonce Corne) : « Dieu »
- Jackie Gleason (VF : Jacques Dynam) : Tony Banks
- Carol Channing : Flo Banks
- Frankie Avalon (VF : Claude Rollet) : Angie
- Mickey Rooney (VF : Pierre Trabaud) : « Blue Chips » Packard
- John Phillip Law (VF : Bernard Tiphaine) : Stash
- Peter Lawford (VF : Jean-Claude Michel) : le sénateur
- Burgess Meredith (VF : Roger Carel) : le gardien
- George Raft (VF : Marcel Bozzuffi) : le capitaine Garbaldo
- Cesar Romero (VF : Jacques Berthier) : Hechy
- Fred Clark (VF : Pierre Collet) : un gardien
- Michael Constantine (VF : Claude Joseph) : Leech
- Frank Gorshin : l'homme
- Arnold Stang : Harry
- Slim Pickens : un standardiste
- Robert Donner : un autre standardiste
- Richard Kiel : Beany
- Otto Preminger : voix du générique
- Austin Pendleton (VF : Jacques Ciron) : le professeur Fred
- Donyale Luna : la maîtresse de « Dieu »
- Harry Nilsson : un gardien
- Doro Merande (VF : Florence Blot) : la mairesse
- Phil Arnold (en) : le mari de la mairesse
- George Cisar (en) : Charlie, un témoin
- Joe Pyne : lui-même
- Alexandra Hay (en) (VF : Anne Jolivet) : Darlene (Désirée en VF) Banks
- Stacy King (en) : l'amazone
- Thomas Law (VF : Michel Bedetti) : Geronimo
- Jaik Rosenstein : « Eggs » Benedict
- Renny Roker : un gardien de prison
- Roman Gabriel : un gardien de prison
- Stone Country : eux-mêmes
- William D. Cannon : un détenu
- Michael L. Davis : le chef de la police
- Don Devendorf : un gardien
- Charles Evans : Whitey Farrell, un témoin
- Aube Frame : la fille au téléphone
- Joe Ploski : le chef de la prison
- Jeffrey Sayre : un sénateur

## Propos
« Dans Skidoo, j'ai utilisé de vieux acteurs vedettes parce qu'ils représentent le passé ; je voulais faire une comédie et ne pas prendre trop au sérieux le phénomène hippy. J'ai pris du LSD avant de faire le film, et j'ai vu moi aussi ma femme en miniature. Je ne l'ai pas inventé. »

— Otto Preminger, Positif n°123, janvier 1971

## Réception presse
« Maisons folles, prison démente, bateau ivre, le tout peuplé d’un monde insensé, et dirigé par un metteur en scène qui veut rester dans le vent mais récolte la tempête. »

— Robert Chazal, France Soir, 16 février 1972

« Skidoo est de la part d'Otto Preminger une œuvre plutôt inattendue et, à mon sens, très réussie.(...) Skidoo est aussi un apologue mais plus proprement grotesque et sarcastique. Avec un sens aigu de la loufoquerie, Preminger confronte deux mondes inconciliables : les hippies et la mafia. »

— Claude Benoit, Jeune Cinéma, avril 1972

## Autour du film
- Skidoo est le dernier film dans lequel a joué Groucho Marx